# TV Guide
TV Guide este o revistă săptămânală americană care prezintă programul unor canale de televiziune. 
În plus față de aceste liste cu emisiunile de televiziune, în revistă apar știri, interviuri cu celebrități, bârfe, recenzii de filme sau diferite puzzle-uri. În unele numere a fost publicat și horoscopul.
Primul număr a apărut la 3 aprilie 1953.
Are sediul în Radnor, Pennsylvania, editor șef este Debra Birnbaum (în 2012).

## Vezi și
- Cele mai bune 50 de seriale din toate timpurile
- Cele mai bune 100 de episoade din toate timpurile